# Platygyra verweyi
Espèce
Statut CITES
Platygyra verweyi est une espèce de coraux appartenant à la famille des Merulinidae ou la famille Faviidae.